# 格闘王子
『格闘王子』（かくとうおうじ）は、2009年4月16日（15日深夜）から2010年3月25日（24日深夜）まで、TBSにて放送されていた格闘技専門番組である。
『格闘王』の後継企画として開始された。K-1 WORLD MAX、DREAMなどの舞台裏や参戦している格闘家などの情報を放送した。

## 放送時間
- TBSテレビ 
  - （2009年9月まで）毎週木曜日未明 0:59 - 1:29（水曜日深夜、JST）
  - （2009年10月から）毎週木曜日未明 1:04 - 1:29（水曜日深夜、JST）
※『ビジネス・クリック』放送時間移動により、5分縮小。

## 出演者
- 佐々木希
- 青木裕子（当時TBSアナウンサー）

ナレーター
- 田子千尋